# Tropocyclops brevispinus
Tropocyclops brevispinus is een eenoogkreeftjessoort uit de familie van de Cyclopidae. De wetenschappelijke naam van de soort is voor het eerst geldig gepubliceerd in 1962 door Shen & Tai.